# كيث تايلور
كيث تايلور (بالإنجليزية: Keith Taylor)‏ هو سياسي بريطاني، ولد في 1 أغسطس 1953 في المملكة المتحدة. حزبياً، نشط في حزب الخضر في إنجلترا وويلز. في انتخابات البرلمان الأوروبي 2014، انتخب عضو في البرلمان الأوروبي عن دائرة جنوب شرق إنجلترا ‏ لترشحه ضمن قائمة حزب الخضر في إنجلترا وويلز، وقد انضم خلال فترته النيابية (1 يوليو 2014 – ) للكتلة البرلمانية كتلة الخضر/التحالف الأوروبي الحر وانتخب عضو في البرلمان الأوروبي عن دائرة جنوب شرق إنجلترا ‏ لترشحه ضمن قائمة حزب الخضر في إنجلترا وويلز، وقد انضم خلال فترته النيابية (2 يونيو 2010 – 30 يونيو 2014) للكتلة البرلمانية كتلة الخضر/التحالف الأوروبي الحر.